# 張培爵
張 培爵（ちょう ばいしゃく）は、清末民初の政治家・革命家。中国同盟会に属した革命派の人物。辛亥革命に際しては、重慶での蜂起に成功し、中華民国の初代四川民政長となった。字は列五。

## 事跡
1899年（光緒25年）、秀才となる。1904年（光緒30年）、成都高等理科優級師範学校に入学した。1906年（光緒32年）、中国同盟会に加入。翌光緒33年（1907年）、熊克武らと連携して成都で革命を起こそうと図ったが、事前に発覚し、失敗した。1908年（光緒34年）、成都叙属中学学監に就任し、1910年（宣統2年）、重慶府中学堂学監となった。
1911年（宣統3年）10月に武昌起義が勃発すると、楊庶堪らと共に蜂起した。11月22日に重慶の独立を宣言し、蜀軍政府を樹立して、張は都督に推戴された。その後、尹昌衡らが成都で樹立した大漢四川軍政府との合流交渉を経て、1912年（民国元年）2月、新たに四川軍政府が成立し、尹が都督、張が副都督となった。同年6月、袁世凱により尹が四川都督に、張が四川民政長に、それぞれ任命された。しかし11月、辺境の民事を諮問するという名目で、張は北京に召還された（後任の民政長は胡景伊）。1913年（民国2年]）、総統府顧問官に任命された。
同年の二次革命（第二革命）では、黄興を補佐して南京で活動したが、敗北して天津の租界に逃げ込んだ。しかし1915年（民国4年）1月7日に北京政府に逮捕され、同年3月4日、処刑された。享年40。